# Duba (Saudijska Arabija)
Duba  ( ili Diba (arapski: ضبا, Ḍubā ) je grad u Saudijskoj Arabiji, na obali Crvenog mora u provinciji Tabuk. 

## Stanovništvo
Danas grad ima oko 22000 stanovnika (2010.), moderno je trgovačko središte i industrijska luka.

## Zanimljivost
Na sjeveru grada nalazi se najjača antena Saudijske Arabije koja odašilje signal na (594 kHz i 1521 kHz), za programe državnog radija BSKSA (Broadcasting Service Of The Kingdom Of Saudi-Arabia). 